# انتونیو کارمونا
انتونیو کارمونا (انگلیسی: Antonio Karmona؛ زادهٔ ۲۴ مارس ۱۹۶۸) بازیکن فوتبال اهل اسپانیا است.
از باشگاه‌هایی که در آن بازی کرده‌است می‌توان به باشگاه فوتبال ایبار و باشگاه فوتبال دپورتیوو آلاوس اشاره کرد.
وی همچنین در تیم ملی فوتبال باسک بازی کرده‌است.